# Jesus Freak (canción)
«Jesus Freak» es una canción del grupo estadounidense de música cristiana contemporánea DC Talk. Lanzado el 1 de agosto de 1995, fue el primer sencillo del disco que le da su nombre, y cuarto álbum del grupo. La canción fue escrita y producida por Toby McKeehan y Mark Heimermann. Líricamente, la canción trata de defender la creencia en Jesucristo en medio de la persecución. Musicalmente, la canción ha sido descrita como rock alternativo y grunge, muchos críticos notan una similitud con el sonido de Nirvana. "Jesus Freak" obtuvo tres premios GMA Dove de DC Talk. 

## Origen y letras
Después del éxito del tercer álbum de DC Talk, Free at Last (1992), que se basó principalmente en la composición de canciones orientadas al hip-hop y al pop, el trío decidió innovar su estilo. Michael Tait, uno de los miembros de DC Talk, dijo: "Estaba totalmente interesado en el rock and roll en ese momento[. . . ] Tenía muchas ganas de hacer un disco de rock". La banda decidió centrarse en la música más orientada al rock, con toques de rap y pop entretejidos en la mezcla. Tait luego explicó: "Queríamos escribir canciones que, con suerte, tocarían una generación". El miembro de DC Talk, Toby McKeehan, escritor de la letra de la canción, escribió la canción como una declaración audaz de amor por Jesucristo, incluso en medio de la persecución. Con el fin de llevar la realidad contundente de su mensaje a la corriente principal, DC Talk combinó las letras en bruto con grunge-rock conducido por la guitarra. McKeehan tomó el título de la canción del despectivo término de los años 70 "Jesus freak" y lo puso de cabeza; notó que cuando buscaba la palabra "freak" en el diccionario, vio una entrada que decía "entusiasta ardiente". Desde el lanzamiento de la canción y el álbum, muchos de los fanáticos del grupo han puesto productos con el término "Jesus Freak". 
La primera vez que la banda interpretó la canción en vivo, McKeehan solo escribió un verso. Más tarde recordó: "Aún no lo habíamos grabado para nuestro álbum, pero tuvimos una demostración con un verso escrito. Pensamos que sería seguro probarlo [en Sudáfrica]. No podíamos creer la respuesta inmediata que obtuvo ". 

## Composición
"Jesus Freak", que sigue una forma de canción "repetitiva en tres partes" que es común al género de rock (es decir, coro, verso, puente), se abre con cuatro fragmentos de guitarra acústica, estableciendo la marca de tiempo (4/4) y el tempo (aproximadamente 107 latidos por minuto). Después de este breve conteo, una guitarra acústica comienza a tocar el riff principal en la tecla de Mib menor; La guitarra está acompañada por voces débiles que cantan el coro de la canción (es decir, "¿Qué pensará la gente cuando escuche que soy un Jesus Freak? / ¿Qué hará la gente cuando descubran que es verdad? ). La guitarra cambia abruptamente a overdrive y se modula en la tecla de Fa menor. A lo largo de esta parte de la canción, el ritmo del coro se repite dos veces en la guitarra eléctrica, pero no se escuchan voces principales.  
Durante los versos, se reproduce un patrón de guitarra eléctrica dispersa, que describe la progresión de los acordes. La parte inicial del primer verso, según Jon Radwan, describe "un cambio en el autoconcepto". La segunda parte, rapeada por McKeehan, describe la historia de un predicador callejero. Una vez que el rap termina, la canción se mueve al coro. La primera parte del segundo verso discute el sacrificio y la "matanza de un viejo yo que temía el juicio social" por ser un cristiano; el verso luego se convierte en un rap sobre Juan el Bautista. Sigue una repetición del coro, seguida por una ruptura melódica y un solo de guitarra disonante. Después de una reiteración final del coro, la conclusión cargada de retroalimentación termina abruptamente.
Musicalmente, la canción ha sido descrita como rock alternativo y grunge, con muchas revisiones que señalan una similitud con el sonido de Nirvana. Radwan argumenta que la canción contiene "alusiones directas a canciones exitosas de Nirvana", y que la entrada del tambor a la canción y la progresión de los acordes en los versos recuerdan " Smells like Teen Spirit " y " Heart-Shaped Box ", respectivamente. De acuerdo con la Encyclopedia of American Gospel Music, se cree que "Jesus Freak" es una de las primeras canciones para vincular el rock alternativo y el rap rock en CCM.

## Vídeo musical
El vídeo musical de "Jesus Freak" fue dirigido por Simon Maxwell, quien también trabajó en el video musical de "Hurt" de Nine Inch Nails. El tratamiento de Maxwell del video, que recuerda su trabajo con Nine Inch Nails, presenta imágenes de imágenes cristianas como palomas y cruces mezcladas con material de archivo de disturbios, quemas de libros, crímenes de odio, un martillo metálico y el símbolo de la hoz del comunismo, imágenes de uno de los discursos de Hitler y una película de propaganda nazi que lo acompaña proyectada en una pantalla que incluye quemaduras nazis de materiales "degenerados". El vídeo muestra a la banda interpretando la canción en una habitación oscura. 
Aunque la canción y el vídeo son, en la superficie, acerca de expresar la creencia de uno en Jesucristo, la banda comentó más tarde que la canción también podría ser una metáfora para la "preservación de defender lo que uno cree, incluso en medio de la persecución" Más tarde, McKeehan dijo que el objetivo del vídeo era "empujar el sobre" para la comunidad de rock cristiano, y, de hecho, la canción y el vídeo resultaron polémicos. Aunque la canción y el vídeo fueron un intento serio de "declarar una fidelidad sincera en Cristo en una época en que tal devoción golpea a muchos como el fanatismo más extraño" algunos de los miembros de la comunidad cristiana más conservadores desaprobaron el vídeo. Sin embargo, la canción tuvo mucho éxito en Z Music y logró alcanzar el tiempo de transmisión en MTV.

## Liberación y recepción
"Jesus Freak", que sirvió como primer sencillo para el álbum del mismo nombre, fue lanzado en 1995 a estaciones de rock alternativo y moderno, la primera incursión de la banda en estos formatos de radio. Debido a que la canción, que se define por un sonido oscuro y grunge, fue lanzada durante una era en la que el rock alternativo dominaba las ondas, la canción se tocó en algunas estaciones no cristianas. Como parte de la estrategia de promoción de la canción, InterLinc, una compañía de promoción de música cristiana con sede en Nashville, envió más de 4,000 copias del CD individual a pastores jóvenes, junto con material de estudio bíblico. El sencillo inicialmente incluido en el Bubbling Under Hot 100 Singles en el No. 25 con poca asistencia de radio convencional. La canción alcanzó el puesto número 10 en esta tabla. El sencillo también alcanzó su punto máximo en el No. 1 en CCM Magazine diagrama de rock. 
La editora de Entertainment Weekly, Laura Jamison, en una revisión para el álbum Jesus Freak, dijo que DC Talk, "con éxito, si se deriva, combina voces texturadas, guitarra agresiva y composición de canciones sólida, especialmente en la [...] escasa canción del título". En una revisión de "Jesus Freak", el Chicago Tribune dijo: "Al considerar los méritos artísticos del grupo, es hora de enterrar a la sobrecargada etiqueta 'banda cristiana' [. . . ] DC Talk merece ser juzgado por un estándar diferente".
Además de " Gente de color " y " Entre tú y yo ", "Jesus Freak" fue considerado un instrumento para romper a DC Talk de la corriente principal. En 1996, la canción ganó el Premio GMA Dove por Canción del año  y Canción grabada del año de Rock. El video musical de la canción más tarde ganó el premio al video musical corto del año en 1997.

## Otros lanzamientos
Varias versiones de "Jesus Freak" han aparecido en varios lanzamientos oficiales de DC Talk, incluido el álbum Intermission de los mejores éxitos de la banda Una versión en vivo de "Jesus Freak" se incluyó en el lanzamiento en vivo de 1997 Welcome to the Freak Show (1997). Se incluye una breve repetición cómica, realizada por Michael Tait, en el álbum de Jesus Freak. Además, un remix de la canción, disponible en el sencillo "Jesus Freak", titulado "Jesus Freak (Gotee Bros. Freaked Out Remix) "presenta un sonido más hip-hop, que recuerda el tercer álbum de la banda, Free at Last .  El 3 de agosto de 2010, el sencillo fue lanzado como contenido descargable para Rock Band 

### Versiones
Los Newsboys han cantado esta canción desde que Tait se unió a principios de 2009. La banda también lanzó una nueva grabación de la canción con KJ-52 en su álbum de 2010, Born Again. En el álbum tributo a DC Talk, Freaked! (2006), tanto 4th Avenue Jones como Chasing Victory grabaron versiones de esta canción en particular. "Jesus Freak" también ha sido interpretado por Larry Norman. McKeehan, bajo su nombre artístico TobyMac, también grabó una versión de la canción para su álbum Alive and Transported.

## Puestos
| Gráfico (1995)                           |    |
| ---------------------------------------- | -- |
| Billboard Bubbling Under Hot 100 Singles | 10 |
| Carta de la roca de la revista de CCM    | 1  |

## Reconocimientos
| Año  | Publicación | País           | Espaldarazo                                      | Rango |
| ---- | ----------- | -------------- | ------------------------------------------------ | ----- |
| 2006 | Revista CCM | Estados Unidos | Las 100 mejores canciones de la música cristiana | 2     |